# Kenny Drew
Kenneth Sidney Drew, detto Kenny (New York, 28 agosto 1928 – Copenaghen, 4 agosto 1993), è stato un pianista statunitense di musica jazz.
Agli inizi si ispirò ad Art Tatum e a Fats Waller, e le influenze che ne trasse si mescolarono a quelle successive derivanti dall'incontro con altri due capiscuola del pianismo jazz, Bud Powell e Thelonious Monk

## Biografia
Kenny Drew nacque in una famiglia di musicisti: pianista il fratello, insegnante di musica la sorella, pianista classica la madre che lo avviò in età precoce a lezioni di piano classico – lezioni che sarebbero proseguite anche col procedere dell'età e della carriera nel mondo del jazz. Già a dodici anni Drew ripercorreva le note di Fats Waller, per spostarsi in seguito a quelle di Art Tatum e di Teddy Wilson.		
A New York frequentò la High School of Music and Art. Conobbe la Cinquantaduesima strada di Manhattan – il luogo che dagli anni trenta ai cinquanta era il punto di riunione dei jazzisti statunitensi – quando vi si recò in qualità di pianista del ballerino Pearl Primus, e lì prese contatto con l'ambiente dei musicisti jazz. Fece la prima esperienza in studio di registrazione con Howard McGhee, divenne amico di Al Haig, suonò assieme a Sonny Rollins e Art Taylor, e poi con Charlie Parker, Lester Young, Coleman Hawkins, Miles Davis; nel biennio 1952-53 fu in tournée con il quartetto di Buddy DeFranco, assieme a Curly Russell e Art Blakey.
Dopo un paio d'anni trascorsi nella West Coast, Drew ritornò a New York divenendo il pianista di Dinah Washington, incidendo in studio assieme a John Coltrane e Dexter Gordon tra i tanti strumentisti jazz coi quali produsse dischi di pregio, e registrando anche con un proprio trio. Dopo essersi spostato a fine decennio in Florida decise di stanziarsi in Europa, approdando nel 1961 a Parigi e stabilendosi poi definitivamente a Copenaghen dal 1964. Nella capitale danese si sposò e formò un sodalizio musicale assieme al contrabbassista Niels-Henning Ørsted Pedersen che durò fino alla morte, avvenuta nel 1993. Il figlio Kenny Drew Jr. è anch'egli un pianista classico e jazz con qualche incursione nel rock e nel funk.

## Discografia

### Come leader
- 1953 – New Faces, New Sounds
- 1954 –  The Ideation of Kenny Drew (Norgran Records) con Eugene Wright, Lawrence Marable
- 1955 – Talkin' and Walkin'
- 1956 – The Kenny Drew Trio
- 1957 – This Is New
- 1959 – Pal Joey
- 1961 – Undercurrent (Blue Note) con Freddie Hubbard, Hank Mobley, Sam Jones, Louis Hayes
- 1973 – Duo (SteepleChase) con Niels-Henning Ørsted Pedersen
- 1974 – Duo 2 (SteepleChase) con NHØP
- 1974 – Dark Beauty (SteepleChase) con NHØP, Tootie Heath
- 1975 – Duo Live in Concert (SteepleChase) con NHØP
- 1976 – Morning
- 1978 – Home Is Where the Soul Is
- 1978 – For Sure!
- 1982 – It Might As Well Be Spring (Soul Note)
- 1982 – Your Soft Eyes (Soul Note) con Mads Vinding, Ed Thigpen
- 1983 – And Far Away (Soul Note) con NHØP, Philip Catherine, Barry Altschul
- 1983 – In Copenhagen (Storyville) con NHØP, Bo Stief
- 1984 – Fantasia (Baystate)
- 1986 – By Request/By Request II (Baystate) con NHØP, Ed Thigpen
- 1987 - Elegy
- 1989 – Recollections (Timeless Records) con NHØP, Alvin Queen
- 1993 – At the Brewhouse (Storyville) con NHØP, Alvin Queen
- 1996 – Solo-Duo (Storyville) con NHØP, Bo Stief

### Come sideman
Con Svend Asmussen
- 1978 – Prize/Winners

Con Tina Brooks
- 1960 – Back to the Tracks
- 1961 – The Waiting Game

Con John Coltrane
- 1956 – High Step
- 1957 – Blue Train

Con Kenny Dorham
- 1960 – Showboat
- 1961 – Whistle Stop

Con Dizzy Gillespie
- 1973 – The Giant
- 1973 – The Source

Con Dexter Gordon
- 1955 – Daddy Plays the Horn
- 1961 – Dexter Calling...
- 1964 – One Flight Up

Con Grant Green
- 1961 – Sunday Mornin'

Con Jackie McLean
- 1960 – Jackie's Bag
- 1961 – Bluesnik

Con Ray Nance
- 1971 – Huffin'n'Puffin'

Con Chet Baker
- 1958 – (Chet Baker Sings) It Could Happen to You

Con Sonny Rollins
- 1951 – Sonny Rollins with the Modern Jazz Quartet
- 1956 – Tour de Force

Con Ben Webster
- 1970 – Stormy Weather